# John Mensah
John Mensah (Obuasi, 29 novembre 1982) è un ex calciatore ghanese, di ruolo difensore.

## Carriera

### Club
Passato nell'estate del 1999 dal MBC Accra al Bologna e aggregato alle squadre giovanili, nel gennaio 2001 viene ceduto in prestito al Bellinzona per fare esperienza nella serie cadetta elvetica.
Passa al Genoa per la stagione di Serie B 2001-2002, durante la gestione di Riccardo Sogliano e sotto la guida di Franco Scoglio, collezionando 24 presenze e 3 gol. A fine stagione l'allora presidente del Genoa Luigi Dalla Costa non esercita il diritto di riscatto ed il giocatore passa al ChievoVerona del presidente Luca Campedelli che lo acquista in via definitiva.
Nella sua prima stagione in Serie A scende in campo in poche occasioni; stessa sorte anche nella stagione successiva e quindi a gennaio viene girato in prestito al Modena fino al termine del campionato: qui trova poco spazio scendendo in campo 6 volte.
Nelle prime due stagioni ottiene 13 presenze. E, nel corso della stagione il difensore di Obuasi passa in prestito al Modena, società che nel frattempo era in Serie A. Sei presenze in sei mesi, quindi il ritorno al Chievo.
Rientrato al ChievoVerona per il campionato 2004-2005, gioca con continuità a stagione inoltrata, sotto la guida dell'allenatore Mario Beretta.
Nella stagione successiva scende nuovamente in Serie B nelle file della Cremonese; dopo la retrocessione della sua squadra, si trasferisce nel calcio francese acquistato dal Rennes.
Nell'estate 2008 passa all'Olympique Lione, per poi trasferirsi l'anno successivo in Premier League nelle file del Sunderland. A fine stagione fa ritorno al Lione ma le due società si mettono d'accordo per un nuovo prestito annuale per la cifra di 500 000 euro con opzione per il riscatto, obbligatorio dopo 25 presenze, di 5,5 milioni di euro.
Il 2 luglio 2012 rescinde il contratto che lo legava al Lione fino al giugno 2013, svincolandosi. Il successivo 14 settembre si aggrega al West Ham per un periodo di prova insieme a Mikaël Silvestre e Anthony Vanden Borre. Nonostante in un primo tempo, a differenza di Silvestre e Vanden Borre, gli Hammers sembrassero intenzionati a metterlo sotto contratto, il 22 settembre 2012 l'allenatore Sam Allardyce dichiara di aver deciso di non tesserarlo.
Nel 2012 torna in patria in cui firma un contratto con la squadra ghanese dell'Accra Hearts of Oak Sporting Club, ma il 2 gennaio 2013 viene ingaggiato nuovamente con un contratto semestrale dal Rennes. Nel 2013-2014 ha avuto una parentesi in patria e una in Slovacchia, al Nitra. Dopo un periodo di inattività, Mensah firma nel marzo 2016 con l'AFC United, squadra del secondo campionato svedese.

### Nazionale
Nel 2001 disputa il Mondiale Under-20, nel quale la sua Nazionale si classifica al secondo posto. Il suo golden gol, segnato con un colpo di testa, consente al Ghana di eliminare il Brasile nei quarti di finale.
Nel 2006 Mensah fa parte dell'11 titolare durante il mondiale tedesco.
Nel 2010 partecipa con la Nazionale maggiore al Mondiale sudafricano, dove la squadra si qualifica per i quarti di finale per la prima volta nella sua storia. Qui esce di scena ai rigori contro l'Uruguay (1-1 al 120'). Il primo dei due errori ghanesi dagli undici metri è dello stesso Mensah.

## Statistiche

### Cronologia presenze e reti in nazionale
| Cronologia completa delle presenze e delle reti in nazionale ― Ghana | Cronologia completa delle presenze e delle reti in nazionale ― Ghana | Cronologia completa delle presenze e delle reti in nazionale ― Ghana | Cronologia completa delle presenze e delle reti in nazionale ― Ghana | Cronologia completa delle presenze e delle reti in nazionale ― Ghana | Cronologia completa delle presenze e delle reti in nazionale ― Ghana | Cronologia completa delle presenze e delle reti in nazionale ― Ghana | Cronologia completa delle presenze e delle reti in nazionale ― Ghana |
| Data                                                                 | Città                                                                | In casa                                                              | Risultato                                                            | Ospiti                                                               | Competizione                                                         | Reti                                                                 | Note                                                                 |
| -------------------------------------------------------------------- | -------------------------------------------------------------------- | -------------------------------------------------------------------- | -------------------------------------------------------------------- | -------------------------------------------------------------------- | -------------------------------------------------------------------- | -------------------------------------------------------------------- | -------------------------------------------------------------------- |
| 5-12-2001                                                            | Algeri                                                               | Algeria                                                              | 1 – 1                                                                | Ghana                                                                | Amichevole                                                           | -                                                                    |                                                                      |
| 21-1-2002                                                            | Ségou                                                                | Marocco                                                              | 0 – 0                                                                | Ghana                                                                | Coppa d'Africa 2002 - 1º turno                                       | -                                                                    |                                                                      |
| 24-1-2002                                                            | Ségou                                                                | Ghana                                                                | 0 – 0                                                                | Sudafrica                                                            | Coppa d'Africa 2002 - 1º turno                                       | -                                                                    | 61’                                                                  |
| 30-1-2002                                                            | Mopti                                                                | Ghana                                                                | 2 – 1                                                                | Burkina Faso                                                         | Coppa d'Africa 2002 - 1º turno                                       | -                                                                    |                                                                      |
| 3-2-2002                                                             | Bamako                                                               | Ghana                                                                | 0 – 1                                                                | Nigeria                                                              | Coppa d'Africa 2002 - Quarti di finale                               | -                                                                    |                                                                      |
| 17-5-2002                                                            | Lubiana                                                              | Slovenia                                                             | 2 – 0                                                                | Ghana                                                                | Amichevole                                                           | -                                                                    | 82’                                                                  |
| 7-9-2002                                                             | Kampala                                                              | Uganda                                                               | 1 – 0                                                                | Ghana                                                                | Qual. Coppa d'Africa 2004                                            | -                                                                    |                                                                      |
| 8-10-2002                                                            | Accra                                                                | Ghana                                                                | 2 – 1                                                                | Lesotho                                                              | Amichevole                                                           | -                                                                    |                                                                      |
| 13-10-2002                                                           | Accra                                                                | Ghana                                                                | 4 – 2                                                                | Ruanda                                                               | Qual. Coppa d'Africa 2004                                            | -                                                                    |                                                                      |
| 30-3-2003                                                            | Radès                                                                | Ghana                                                                | 3 – 3 (10 – 9 dtr)                                                   | Madagascar                                                           | Four Nations Tournament - Finale 3º-4º posto                         | -                                                                    |                                                                      |
| 16-11-2003                                                           | Accra                                                                | Somalia                                                              | 0 – 5                                                                | Ghana                                                                | Qual. Mondiali 2006                                                  | -                                                                    |                                                                      |
| 19-11-2003                                                           | Kumasi                                                               | Ghana                                                                | 2 – 0                                                                | Somalia                                                              | Qual. Mondiali 2006                                                  | -                                                                    |                                                                      |
| 28-4-2004                                                            | Accra                                                                | Ghana                                                                | 1 – 1                                                                | Angola                                                               | Amichevole                                                           | -                                                                    |                                                                      |
| 5-6-2004                                                             | Ouagadougou                                                          | Burkina Faso                                                         | 1 – 0                                                                | Ghana                                                                | Qual. Mondiali 2006                                                  | -                                                                    | 31’                                                                  |
| 14-6-2004                                                            | Kumasi                                                               | Ghana                                                                | 0 – 0                                                                | Togo                                                                 | Amichevole                                                           | -                                                                    |                                                                      |
| 20-6-2004                                                            | Kumasi                                                               | Ghana                                                                | 3 – 0                                                                | Sudafrica                                                            | Qual. Mondiali 2006                                                  | -                                                                    | 90’                                                                  |
| 25-6-2004                                                            | Maputo                                                               | Mozambico                                                            | 0 – 1                                                                | Ghana                                                                | Amichevole                                                           | -                                                                    |                                                                      |
| 3-9-2004                                                             | Kumasi                                                               | Ghana                                                                | 2 – 0                                                                | Capo Verde                                                           | Qual. Mondiali 2006                                                  | -                                                                    |                                                                      |
| 10-10-2004                                                           | Kumasi                                                               | Ghana                                                                | 0 – 0                                                                | RD del Congo                                                         | Qual. Mondiali 2006                                                  | -                                                                    | 71’                                                                  |
| 23-3-2005                                                            | Nairobi                                                              | Kenya                                                                | 2 – 2                                                                | Ghana                                                                | Amichevole                                                           | -                                                                    |                                                                      |
| 27-3-2005                                                            | Kinshasa                                                             | RD del Congo                                                         | 1 – 1                                                                | Ghana                                                                | Qual. Mondiali 2006                                                  | -                                                                    |                                                                      |
| 5-6-2005                                                             | Kumasi                                                               | Ghana                                                                | 2 – 1                                                                | Burkina Faso                                                         | Qual. Mondiali 2006                                                  | -                                                                    |                                                                      |
| 18-6-2005                                                            | Johannesburg                                                         | Sudafrica                                                            | 0 – 2                                                                | Ghana                                                                | Qual. Mondiali 2006                                                  | -                                                                    |                                                                      |
| 17-8-2005                                                            | Londra                                                               | Senegal                                                              | 0 – 0                                                                | Ghana                                                                | Amichevole                                                           | -                                                                    |                                                                      |
| 4-9-2005                                                             | Johannesburg                                                         | Sudafrica                                                            | 0 – 2                                                                | Ghana                                                                | Qual. Mondiali 2006                                                  | -                                                                    |                                                                      |
| 8-10-2005                                                            | Praia                                                                | Capo Verde                                                           | 0 – 4                                                                | Ghana                                                                | Qual. Mondiali 2006                                                  | -                                                                    |                                                                      |
| 14-11-2005                                                           | Riyad                                                                | Arabia Saudita                                                       | 1 – 3                                                                | Ghana                                                                | Amichevole                                                           | -                                                                    |                                                                      |
| 11-1-2006                                                            | Monastir                                                             | Togo                                                                 | 0 – 1                                                                | Ghana                                                                | Amichevole                                                           | -                                                                    | 68’                                                                  |
| 15-1-2006                                                            | Gafsa                                                                | Tunisia                                                              | 2 – 0                                                                | Ghana                                                                | Amichevole                                                           | -                                                                    |                                                                      |
| 23-1-2006                                                            | Porto Said                                                           | Nigeria                                                              | 1 – 0                                                                | Ghana                                                                | Coppa d'Africa 2006 - 1º turno                                       | -                                                                    |                                                                      |
| 27-1-2006                                                            | Porto Said                                                           | Ghana                                                                | 0 – 1                                                                | Senegal                                                              | Coppa d'Africa 2006 - 1º turno                                       | -                                                                    |                                                                      |
| 31-1-2006                                                            | Ismailia                                                             | Ghana                                                                | 1 – 2                                                                | Zimbabwe                                                             | Coppa d'Africa 2006 - 1º turno                                       | -                                                                    |                                                                      |
| 2-3-2006                                                             | Frisco                                                               | Messico                                                              | 1 – 0                                                                | Ghana                                                                | Amichevole                                                           | -                                                                    |                                                                      |
| 26-5-2006                                                            | Bochum                                                               | Turchia                                                              | 1 – 1                                                                | Ghana                                                                | Amichevole                                                           | -                                                                    |                                                                      |
| 29-5-2006                                                            | Leicester                                                            | Giamaica                                                             | 1 – 4                                                                | Ghana                                                                | Amichevole                                                           | -                                                                    |                                                                      |
| 4-6-2006                                                             | Edimburgo                                                            | Ghana                                                                | 3 – 1                                                                | Corea del Sud                                                        | Amichevole                                                           | -                                                                    |                                                                      |
| 12-6-2006                                                            | Hannover                                                             | Italia                                                               | 2 – 0                                                                | Ghana                                                                | Mondiali 2006 - 1º turno                                             | -                                                                    |                                                                      |
| 17-6-2006                                                            | Colonia                                                              | Rep. Ceca                                                            | 0 – 2                                                                | Ghana                                                                | Mondiali 2006 - 1º turno                                             | -                                                                    |                                                                      |
| 22-6-2006                                                            | Norimberga                                                           | Ghana                                                                | 2 – 1                                                                | Stati Uniti                                                          | Mondiali 2006 - 1º turno                                             | -                                                                    | 81’                                                                  |
| 27-6-2006                                                            | Dortmund                                                             | Brasile                                                              | 3 – 0                                                                | Ghana                                                                | Mondiali 2006 - Ottavi di finale                                     | -                                                                    | 70’                                                                  |
| 4-10-2006                                                            | Yokohama                                                             | Giappone                                                             | 0 – 1                                                                | Ghana                                                                | Amichevole                                                           | -                                                                    |                                                                      |
| 8-10-2006                                                            | Seul                                                                 | Corea del Sud                                                        | 1 – 3                                                                | Ghana                                                                | Amichevole                                                           | -                                                                    |                                                                      |
| 6-2-2007                                                             | Londra                                                               | Nigeria                                                              | 1 – 4                                                                | Ghana                                                                | Amichevole                                                           | -                                                                    |                                                                      |
| 24-3-2007                                                            | Graz                                                                 | Austria                                                              | 1 – 1                                                                | Ghana                                                                | Amichevole                                                           | -                                                                    |                                                                      |
| 27-3-2007                                                            | Solna                                                                | Brasile                                                              | 1 – 0                                                                | Ghana                                                                | Amichevole                                                           | -                                                                    |                                                                      |
| 18-11-2007                                                           | Accra                                                                | Ghana                                                                | 2 – 0                                                                | Togo                                                                 | Amichevole                                                           | -                                                                    | 89’                                                                  |
| 21-11-2007                                                           | Accra                                                                | Ghana                                                                | 4 – 2                                                                | Benin                                                                | Amichevole                                                           | -                                                                    | 65’                                                                  |
| 20-1-2008                                                            | Accra                                                                | Ghana                                                                | 2 – 1                                                                | Guinea                                                               | Coppa d'Africa 2008 - 1º turno                                       | -                                                                    |                                                                      |
| 24-1-2008                                                            | Accra                                                                | Ghana                                                                | 1 – 0                                                                | Namibia                                                              | Coppa d'Africa 2008 - 1º turno                                       | -                                                                    |                                                                      |
| 28-1-2008                                                            | Accra                                                                | Ghana                                                                | 2 – 0                                                                | Marocco                                                              | Coppa d'Africa 2008 - 1º turno                                       | -                                                                    |                                                                      |
| 3-2-2008                                                             | Accra                                                                | Ghana                                                                | 2 – 1                                                                | Nigeria                                                              | Coppa d'Africa 2008 - Quarti di finale                               | -                                                                    | 60’                                                                  |
| 9-2-2008                                                             | Kumasi                                                               | Ghana                                                                | 4 – 2                                                                | Costa d'Avorio                                                       | Coppa d'Africa 2008 - Finale 3º posto                                | -                                                                    |                                                                      |
| 26-3-2008                                                            | Londra                                                               | Ghana                                                                | 1 – 2                                                                | Messico                                                              | Amichevole                                                           | -                                                                    | 81’                                                                  |
| 23-5-2008                                                            | Sydney                                                               | Australia                                                            | 1 – 0                                                                | Ghana                                                                | Amichevole                                                           | -                                                                    |                                                                      |
| 1-6-2008                                                             | Kumasi                                                               | Ghana                                                                | 3 – 0                                                                | Libia                                                                | Qual. Mondiali 2010                                                  | -                                                                    | 78’                                                                  |
| 8-6-2008                                                             | Bloemfontein                                                         | Lesotho                                                              | 2 – 3                                                                | Ghana                                                                | Qual. Mondiali 2010                                                  | -                                                                    |                                                                      |
| 14-6-2008                                                            | Libreville                                                           | Gabon                                                                | 2 – 0                                                                | Ghana                                                                | Qual. Mondiali 2010                                                  | -                                                                    |                                                                      |
| 22-6-2008                                                            | Accra                                                                | Ghana                                                                | 2 – 0                                                                | Gabon                                                                | Qual. Mondiali 2010                                                  | -                                                                    |                                                                      |
| 11-10-2008                                                           | Sekondi-Takoradi                                                     | Ghana                                                                | 3 – 0                                                                | Lesotho                                                              | Qual. Mondiali 2010                                                  | -                                                                    |                                                                      |
| 31-5-2009                                                            | Tamale                                                               | Ghana                                                                | 2 – 1                                                                | Uganda                                                               | Amichevole                                                           | -                                                                    |                                                                      |
| 7-6-2009                                                             | Bamako                                                               | Mali                                                                 | 0 – 2                                                                | Ghana                                                                | Qual. Mondiali 2010                                                  | -                                                                    |                                                                      |
| 20-6-2009                                                            | Omdurman                                                             | Sudan                                                                | 0 – 2                                                                | Ghana                                                                | Qual. Mondiali 2010                                                  | -                                                                    | 72’                                                                  |
| 6-9-2009                                                             | Accra                                                                | Ghana                                                                | 2 – 0                                                                | Sudan                                                                | Qual. Mondiali 2010                                                  | -                                                                    |                                                                      |
| 9-9-2009                                                             | Utrecht                                                              | Giappone                                                             | 4 – 3                                                                | Ghana                                                                | Amichevole                                                           | -                                                                    | 46’                                                                  |
| 3-3-2010                                                             | Sarajevo                                                             | Bosnia ed Erzegovina                                                 | 2 – 1                                                                | Ghana                                                                | Amichevole                                                           | -                                                                    |                                                                      |
| 1-6-2010                                                             | Rotterdam                                                            | Paesi Bassi                                                          | 4 – 1                                                                | Ghana                                                                | Amichevole                                                           | -                                                                    | 46’ 54’                                                              |
| 5-6-2010                                                             | Milton Keynes                                                        | Ghana                                                                | 1 – 0                                                                | Lettonia                                                             | Amichevole                                                           | -                                                                    | 59’                                                                  |
| 13-6-2010                                                            | Pretoria                                                             | Serbia                                                               | 0 – 1                                                                | Ghana                                                                | Mondiali 2010 - 1º turno                                             | -                                                                    |                                                                      |
| 23-6-2010                                                            | Johannesburg                                                         | Ghana                                                                | 0 – 1                                                                | Germania                                                             | Mondiali 2010 - 1º turno                                             | -                                                                    |                                                                      |
| 26-6-2010                                                            | Rustenburg                                                           | Stati Uniti                                                          | 1 – 2 dts                                                            | Ghana                                                                | Mondiali 2010 - Ottavi di finale                                     | -                                                                    |                                                                      |
| 2-7-2010                                                             | Johannesburg                                                         | Uruguay                                                              | 1 – 1 dts (4 – 2 dtr)                                                | Ghana                                                                | Mondiali 2010 - Quarti di finale                                     | -                                                                    | 93’                                                                  |
| 10-10-2010                                                           | Kumasi                                                               | Ghana                                                                | 0 – 0                                                                | Sudan                                                                | Qual. Coppa d'Africa 2012                                            | -                                                                    |                                                                      |
| 8-2-2011                                                             | Deurne                                                               | Ghana                                                                | 4 – 1                                                                | Togo                                                                 | Amichevole                                                           | -                                                                    | Uscita                                                               |
| 27-3-2011                                                            | Brazzaville                                                          | Rep. del Congo                                                       | 0 – 3                                                                | Ghana                                                                | Qual. Coppa d'Africa 2012                                            | -                                                                    |                                                                      |
| 29-3-2011                                                            | Londra                                                               | Inghilterra                                                          | 1 – 1                                                                | Ghana                                                                | Amichevole                                                           | -                                                                    |                                                                      |
| 3-6-2011                                                             | Accra                                                                | Ghana                                                                | 3 – 1                                                                | Rep. del Congo                                                       | Qual. Coppa d'Africa 2012                                            | -                                                                    |                                                                      |
| 8-10-2011                                                            | Khartoum                                                             | Sudan                                                                | 0 – 2                                                                | Ghana                                                                | Qual. Coppa d'Africa 2012                                            | 1                                                                    |                                                                      |
| 11-10-2011                                                           | Watford                                                              | Ghana                                                                | 0 – 0                                                                | Nigeria                                                              | Amichevole                                                           | -                                                                    |                                                                      |
| 24-1-2012                                                            | Franceville                                                          | Ghana                                                                | 1 – 0                                                                | Botswana                                                             | Coppa d'Africa 2012 - 1º turno                                       | 1                                                                    | 66’                                                                  |
| 5-2-2012                                                             | Franceville                                                          | Ghana                                                                | 2 – 1 dts                                                            | Tunisia                                                              | Coppa d'Africa 2012 - Quarti di finale                               | 1                                                                    | 53’                                                                  |
| 8-2-2012                                                             | Bata                                                                 | Zambia                                                               | 1 – 0                                                                | Ghana                                                                | Coppa d'Africa 2012 - Semifinale                                     | -                                                                    | 72’                                                                  |
| 15-8-2012                                                            | Xi'an                                                                | Cina                                                                 | 1 – 1                                                                | Ghana                                                                | Amichevole                                                           | -                                                                    | 46’                                                                  |
| 16-6-2013                                                            | Maseru                                                               | Lesotho                                                              | 0 – 2                                                                | Ghana                                                                | Qual. Mondiali 2014                                                  | -                                                                    |                                                                      |
| Totale                                                               |                                                                      | Presenze                                                             | 83                                                                   |                                                                      | Reti                                                                 | 3                                                                    |                                                                      |

## Palmarès

### Club

#### Competizioni nazionali
- Coppa di Francia: 1

O. Lione: 2011-2012

### Individuale
- Calciatore ghanese dell'anno: 1

2006